# Lerma (España)
Lerma es un municipio y localidad española de la provincia de Burgos, en la comunidad autónoma de Castilla y León. Está situada sobre un altozano que domina la vega del río Arlanza. El término municipal cuenta con una población de 2585 habitantes (INE 2023). El casco histórico de la localidad, que también es conocida como «Villa Ducal de Lerma» al tener el título de villa, goza del estatus de bien de interés cultural, en la categoría de conjunto histórico.
Está catalogado como Uno de Los Pueblos Más Bonitos de España desde el año 2018 y pertenece desde entonces a la asociación homónima.

## Símbolos
El escudo heráldico que representa al municipio fue aprobado oficialmente el 9 de febrero de 2006 con el siguiente blasón:

«Escudo medio partido y cortado. Primero, de plata, aspa o cruz de San Andrés de gules. Segundo, de azur, una media luna de plata con serpiente enroscada de lo mismo, circundada de doce estrellas de plata de cinco puntas. Tercero, de gules, dos torres de oro, mazonadas de sable y aclaradas de azur, entre las torres un lienzo de muralla de oro con la puerta abierta, todo terrazado de sinople. Al timbre corona Ducal.»
Boletín Oficial de Castilla y León nº 66 de 3 de abril de 2006

## Geografía
El municipio se encuentra en la provincia de Burgos, perteneciente a la comunidad autónoma de Castilla y León, en España. Se ubica junto a la autovía del Norte, que lo atraviesa de sur a norte entre los pK 193-195 y 200-203. Pertenece a la comarca del Arlanza, de la que es la población principal. Dista 39 km de la capital burgalesa. 
El relieve está muy determinado por el río Arlanza que cruza el territorio de este a oeste. El municipio se encuentra a 836 m sobre el nivel del mar, pero en zonas alejadas del río se alcanzan más de 950 m de altura, contando con un extenso término municipal que deriva de la Comunidad de Villa y Tierra de Lerma. Dentro de su territorio se incluye íntegramente el municipio de Quintanilla de la Mata.
| Noroeste: Zael,Tordómar, Santa Cecilia                                     | Norte: Villamayor de los Montes, Villalmanzo | Noreste: Santa Inés, Quintanilla del Agua |
| Oeste: Avellanosa de Muñó, Quintanilla de la Mata (exclave), Iglesiarrubia |                                              | Este: Solarana                            |
| Suroeste: Torresandino, Villafruela                                        | Sur: Fontioso, Cilleruelo de Abajo           | Sureste: Pineda Trasmonte                 |

## Historia
La historia y el desarrollo de la villa están irrevocablemente unidos al mecenazgo de Francisco de Sandoval y Rojas, primer duque de Lerma, valido y favorito del rey Felipe III, y por extensión al Ducado de Lerma. La villa fue al Valladolid cortesano (1601-1606) lo que El Escorial a Madrid. Desde la Edad Media, la localidad es paso obligado en la Cañada Real Burgalesa, que une Extremadura y la sierra de la Demanda. Lerma es un conjunto arquitectónico notable del estilo herreriano.

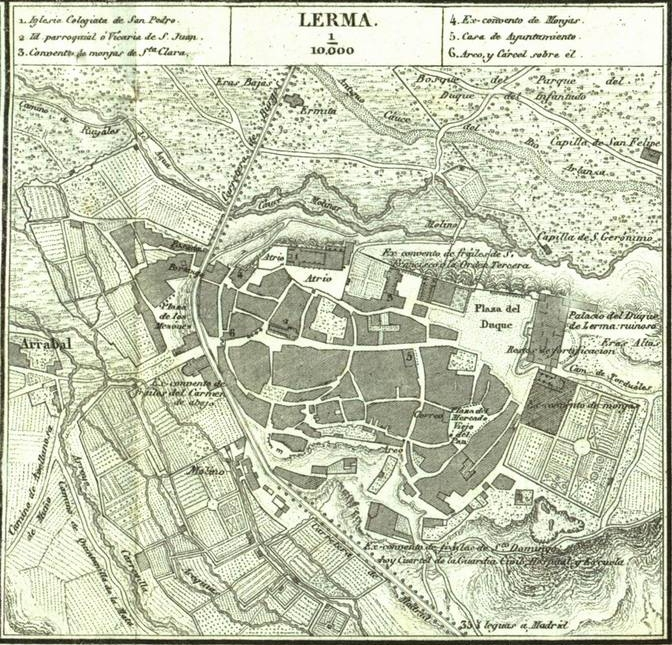
Mapa de la localidad de Francisco Coello (1868)

Cuenta con tres conventos de monjas de clausura que hospedan a más de un centenar de religiosas. Uno de ellos es sede del, recientemente fundado, Instituto religioso Iesu Communio (Comunión de Jesús).
Su plaza mayor, con 6862 m², es una de las más grandes de España, por delante de la plaza Mayor de Salamanca.

Quisiera que tú hubieras visto, Leonarda, la hermosa plaza de Lerma, un cuadro como en pintura...
La burgalesa de Lerma, de Lope de Vega.

La villa empezó a organizar en 1960 la Feria de Maquinaria Agrícola de Lerma, considerada la muestra agrícola más importante del norte de España. En 1965, el casco histórico de la localidad fue declarado conjunto histórico-artístico.
Entre 2006 y 2007 se abrieron cuatro fosas comunes en el monte de La Andaya, cerca de Lerma, con más de 90 cuerpos, entre ellos el alcalde y cinco concejales de Aranda de Duero, que fueron asesinados por las fuerzas franquistas cuando conquistaron la zona en agosto de 1936 durante la guerra civil española.
Turísticamente, forma en la actualidad, junto a las vecinas localidades de Covarrubias y Santo Domingo de Silos, el llamado Triángulo del Arlanza. Alberga la sede del Consejo Regulador de la Denominación de Origen Arlanza, la Lonja Agropecuaria de Lerma, que marca los precios agropecuarios en la provincia de Burgos, además del único parador de turismo de la provincia, ubicado en el Palacio Ducal de Lerma, considerado uno de los diez mejores paradores de España.
A finales de 2017 ingresó en la asociación de Los Pueblos Más Bonitos de España. En 2019 se celebra en la villa la XXIV edición de Las Edades del Hombre llamada «Angeli».

## Demografía
Lerma cuenta con una población de 2570 habitantes (INE 2024).
| Gráfica de evolución demográfica de Lerma entre 1842 y 2021 |
| |
| Población de derecho según los censos de población del INE. Población de hecho según los censos de población del INE.Entre el censo de 1857 y el anterior, crece el término del municipio porque incorpora a Rabé de los Escuderos, Ruyales del Agua y Santillán. Entre el censo de 1981 y el anterior, crece el término del municipio porque incorpora a Castrillo de Solarana y Revilla Cabriada. |

Población por núcleos
| Núcleos               | Habitantes (2000) | Habitantes (2010) | Habitantes (2017) |
| --------------------- | ----------------- | ----------------- | ----------------- |
| Lerma                 | 1795              | 2610              | 2434              |
| Castrillo de Solarana | 57                | 43                | 37                |
| Rabé de los Escuderos | 16                | 14                | 15                |
| Revilla Cabriada      | 54                | 51                | 40                |
| Ruyales del Agua      | 36                | 31                | 27                |
| Santillán del Agua    | 23                | 28                | 25                |
| Villoviado            | 21                | 21                | 18                |

En su término y antaño pertenecientes a la antigua Comunidad de Villa y Tierra quedan varios enclaves, como El Bardal de 2275 hectáreas, exclave situado al norte del municipio.

## Comunicaciones
Lerma es considerada un nudo de comunicaciones del norte peninsular. Actualmente, la mayoría de su tráfico se realiza por carretera.
Carretera
Las siguientes vías nacen o pasan por la villa:
- Autovía del Norte (Madrid-Burgos)
- N-622 Lerma-Quintana del Puente
- N-I Madrid-Irún.
- BU-900 Lerma-Quintanilla del Coco (cruce con carretera a Santo Domingo de Silos (España).
- BU-904 Lerma-Covarrubias.

Autobuses interurbanos

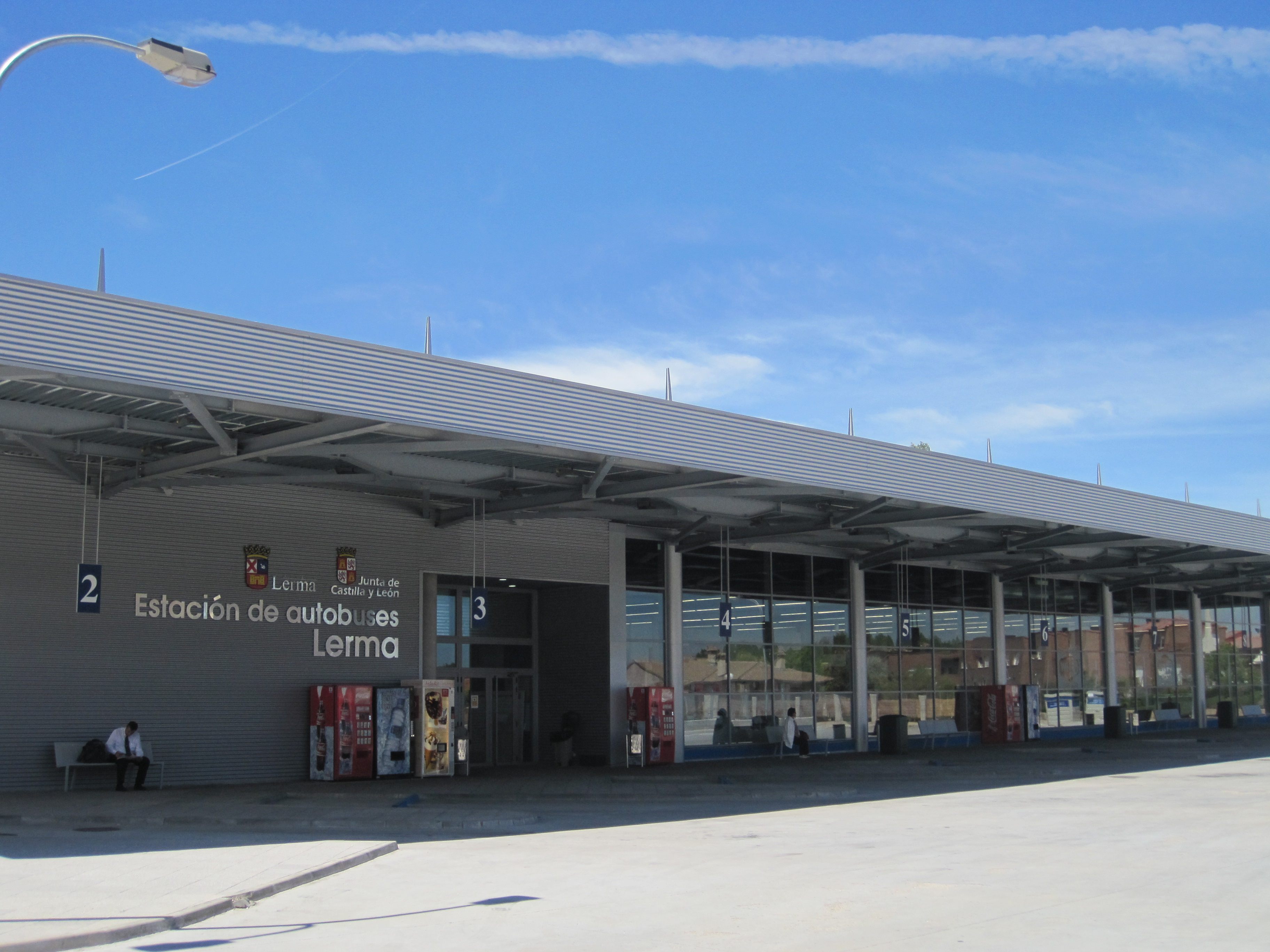
Vista externa de la estación de autobuses

En 2009, fue inaugurada en la villa la estación de autobuses de Lerma, considerada de primer orden. Posee conexiones diarias con diversas ciudades del norte de España como Burgos, Madrid, Santander, San Sebastián, Bilbao o Vitoria.
La nueva instalación consta de una superficie de unos 4000 m² y posee servicios de cafetería, sala de espera, tienda y restaurante. Sus 20 dársenas soportan un tráfico anual de 27 000 autobuses, contabilizando cerca de 400 000 viajeros.
Ferrocarril

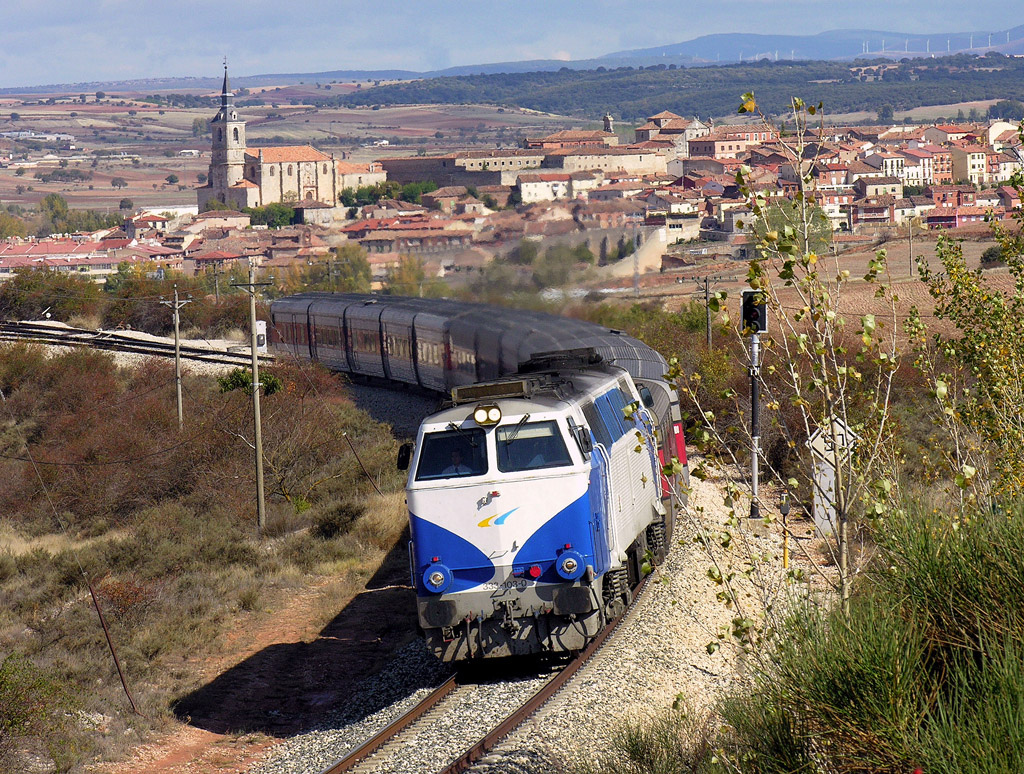
Ferrocarril junto a la localidad en 2002

Pese a no contar con servicios actualmente en funcionamiento, Lerma es una parada del ferrocarril directo Madrid-Burgos. Se ha propuesto numerosas veces que se establezca un servicio de tren regional que una Madrid con Aranda de Duero, pasando luego por Lerma para después llegar hasta Burgos y enlazar con otros destinos como Vitoria o Valladolid. Actualmente, el edificio de viajeros se encuentra en muy mal estado.

## Economía

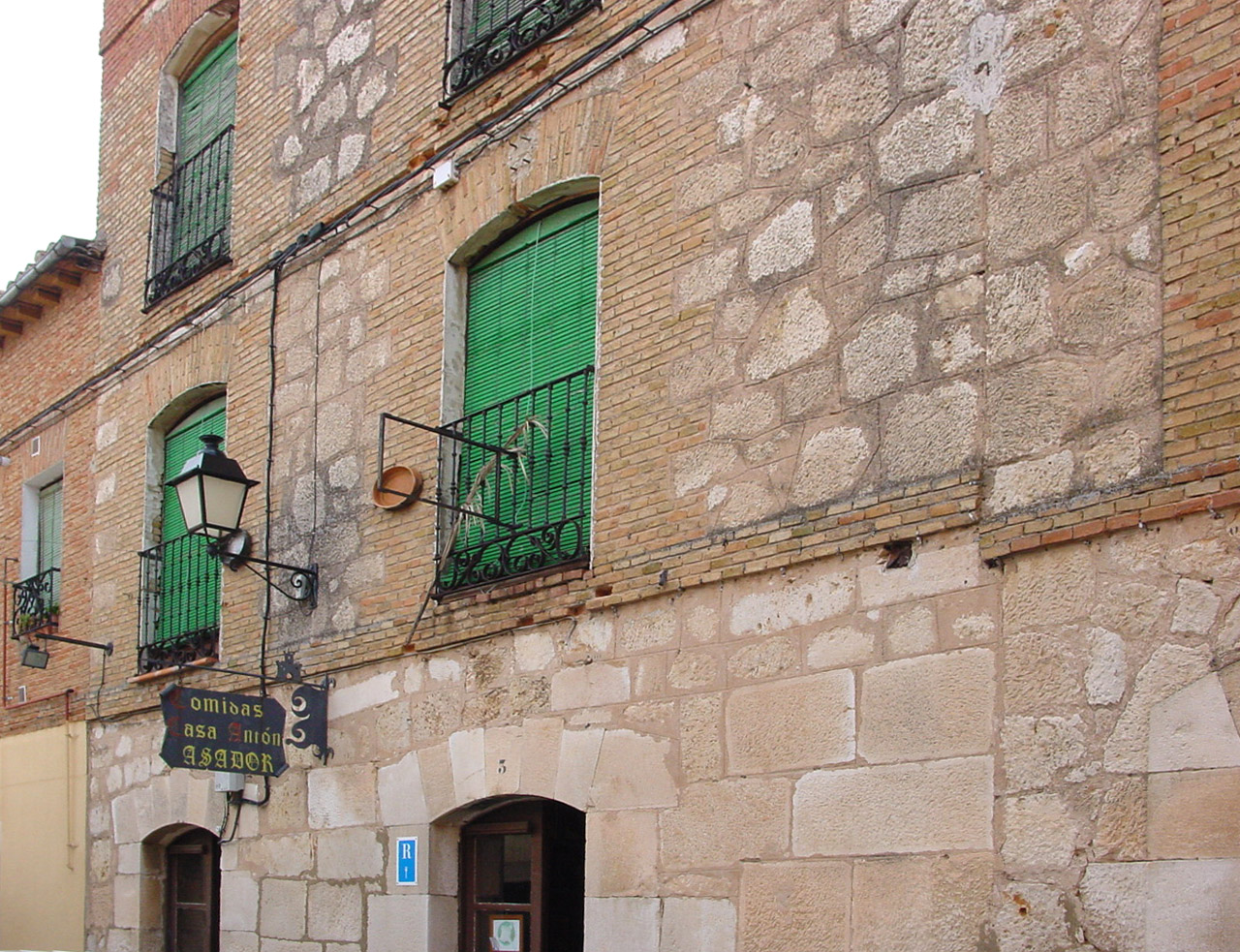
Casa Antón, uno de los asadores tradicionales de Lerma

La economía de la villa está basada principalmente en la agricultura, y el turismo dentro del sector servicios. Aunque en la villa también se encuentran algunas de las mayores empresas, por facturación, de la provincia de Burgos: Cooperativa Duero Arlanza (32.ª), Arlanza Sociedad Cooperativa Provincial (66.ª), Blas de la Villa (90.ª), Villa Hermanos (109.ª), Esaba Servicios (272.ª), Amaya Arzuaga (298.ª), Repostería Monjas Clarisas (convento con los mayores beneficios en España) y Lerma Caravanas (327.ª) entre otras.

## Cultura

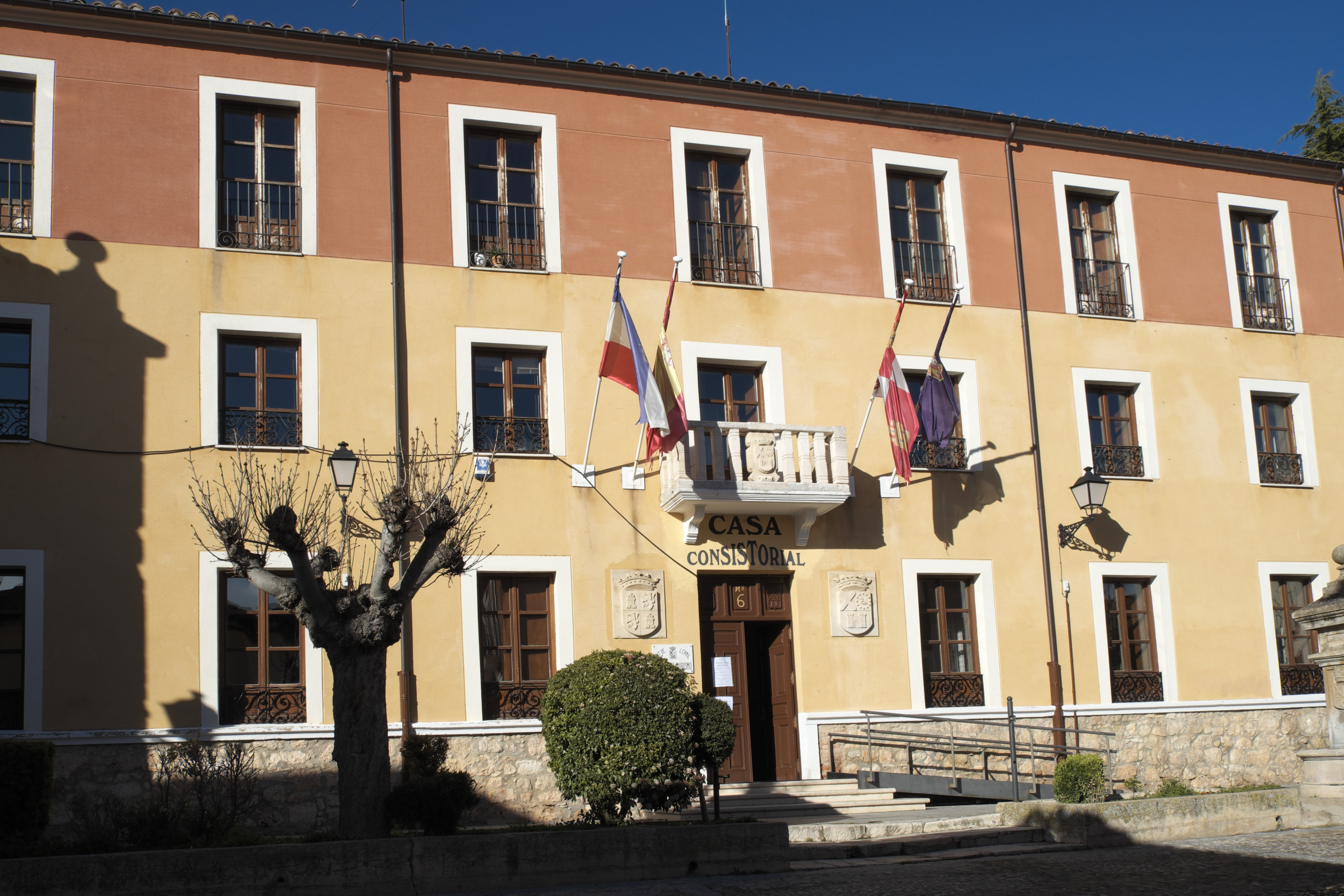
Casa consistorial

Del 21 al 24 de julio de 2010, se llevó a cabo en Lerma el certamen de realización de cortometrajes organizado por Cinemavip: 36 horas de supervivencia fílmica. Se realizaron 19 producciones, todas ellas con el mismo decorado: «la villa de Lerma».
En Lerma se ubica desde 1998 una banda de música, la Unión Musical de Lerma, que realiza su actividad de forma independiente dotando a la localidad de una escuela de música que en la actualidad maneja unos 80 alumnos y con clases de todos los instrumentos, Minibanda, Batucada y Minibatucada. Entre otras actividades cabe destacar el ciclo de conciertos Febrero Musical, los Cursos de Invierno y el Festival de Bandas Juveniles. Durante el mes de agosto, entre las actividades del Mes del Barroco, se realizan conciertos a dos órganos, en la iglesia colegial de San Pedro.
Como evento reseñable destaca la Fiesta Barroca (primer fin de semana de agosto), dentro del Mes del Barroco, nombrada de Interés Turístico Cultural, que tiene lugar durante el mes de agosto. Las fiestas patronales se celebran el día 8 de septiembre y siguientes. A finales de febrero, celebra las marzas.

### Arquitectura
Se entra al casco antiguo por una puerta de la muralla llamada Arco de la Cárcel, entre dos cubos, donde hoy reside la sede de la DO Arlanza. Se asciende por la empinada calle Mayor hasta la gran plaza. Por el camino se encuentra la ermita de Nuestra Señora de la Piedad y calles con soportales típicas de la época medieval.
Aunque el conjunto urbano fue iniciado por el arquitecto real Francisco de Mora, que comienza el palacio ducal, los edificios principales fueron diseñados bajo trazas de fray Alberto de la Madre de Dios. El propio duque de Lerma reconoce en un documento de 1618 que los edificios de su villa fueron diseñados por el arquitecto carmelita, hoy reconocido como el iniciador de las formas barrocas en Castilla. 
En Lerma existen tres conventos con monjas de clausura: las carmelitas de la madre Maravillas (de estricta observancia, 15 monjas muy mayores y ninguna novicia); las dominicas, (13 monjas y dos novicias) y Iesu Communio, antiguas clarisas, un monasterio de vida contemplativa con 177 religiosas cuya edad media no supera los 30 años, hecho por el cual la villa ducal se ha hecho muy popular.
Plaza Mayor de Lerma

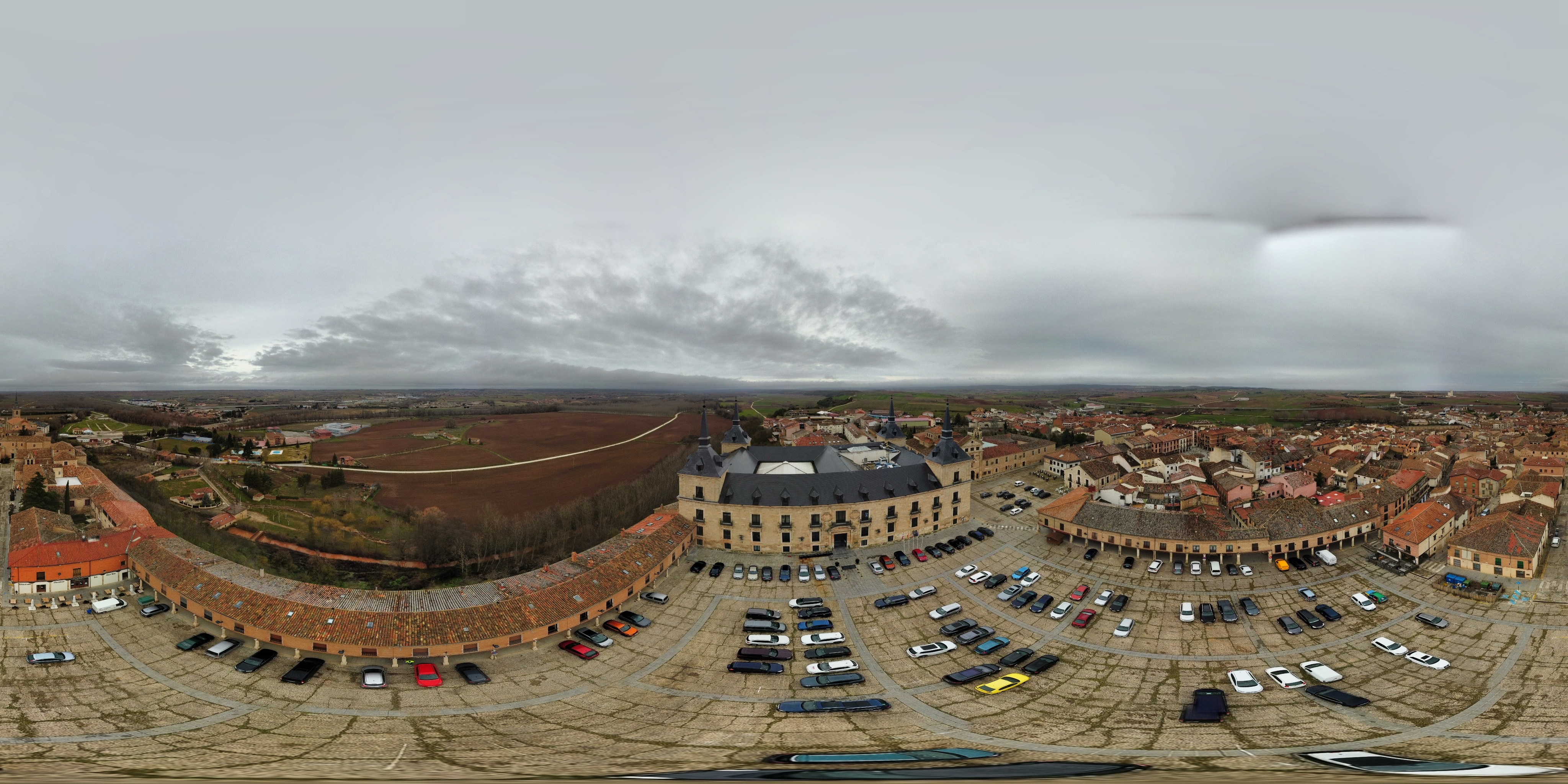
Vista 360.º de la plaza Mayor

También conocida como Gran Plaza, fue considerada modelo urbanístico. Se utilizó como mercado de transacciones, como coso taurino en las llamadas «fiestas del toro enmodorrado» (los toros eran rejoneados por los nobles y sin ser matados eran incitados a entrar en un callejón que conducía directamente al precipicio; así morían despeñados) y como corral de comedias. Es de grandes dimensiones, tiene una superficie de cerca de 7000 m². En la actualidad se cierra con dos alas porticadas, pero en su origen estaba porticada por todos los flancos. En esta plaza se encuentran dos monumentos importantes: Palacio ducal y monasterio de San Blas.
Palacio Ducal

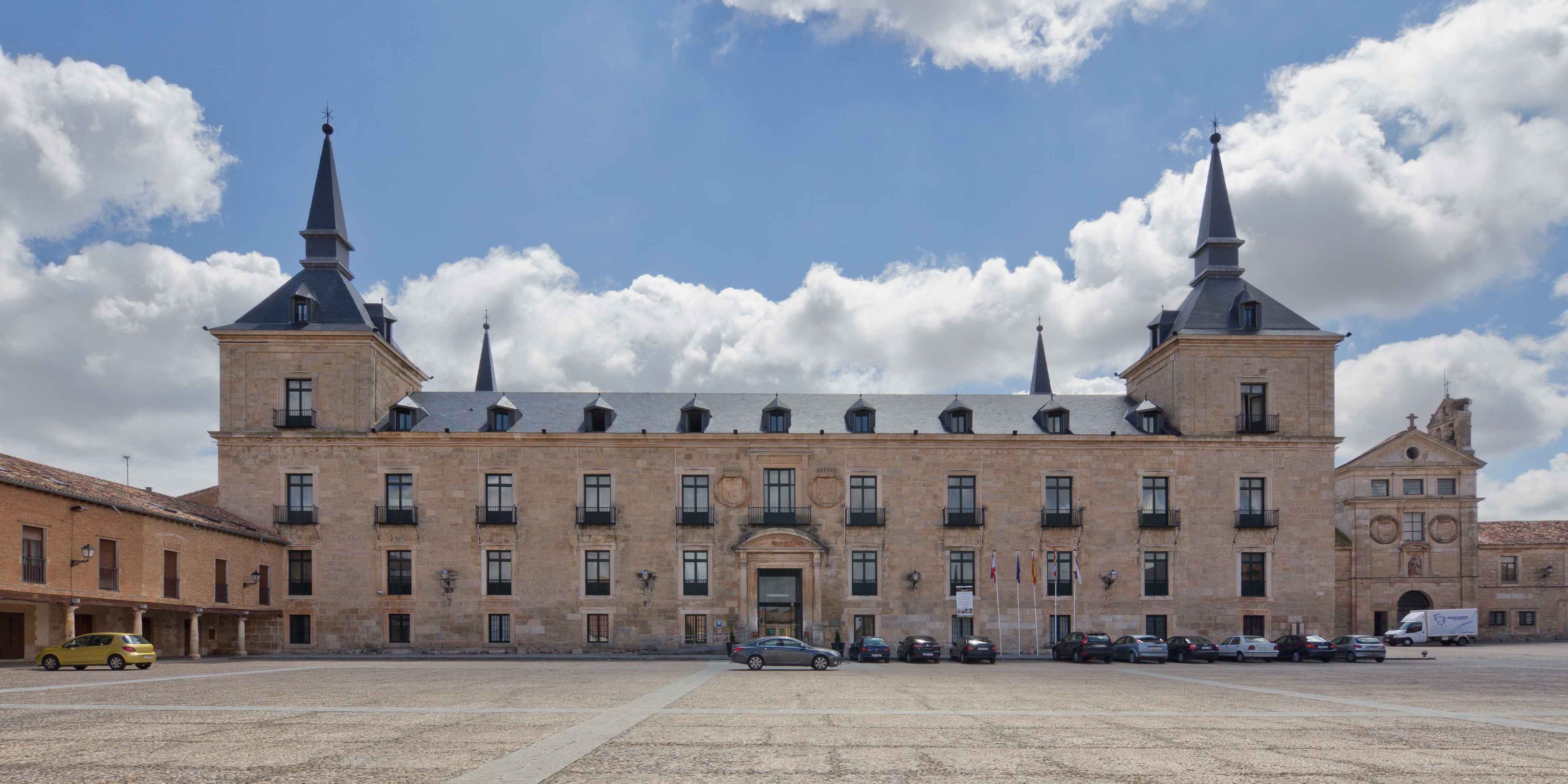
Palacio Ducal de Lerma

Ocupa todo un lateral de la plaza. Sus arquitectos fueron Francisco de Mora y fray Alberto de la Madre de Dios, considerados los mejores de la época. Durante la guerra civil española se utilizó el edificio como cárcel. En la actualidad es un gran parador nacional de turismo. El porqué de las cuatro torres del palacio de Lerma es debido a un embuste del propio duque de Lerma al rey.
Por definición, a los palacios ducales se les otorgaban dos torres, pero el duque preguntó al rey si podía poner dos torres en su palacio, omitiéndole la información de que eran dos torres más las que quería poner. El rey le concedió el permiso, pues este pensó que se refería a las dos torres que podía poner y no a dos torres más, y así fue cómo colocó las cuatro torres en su palacio.
Puerta de la Cárcel

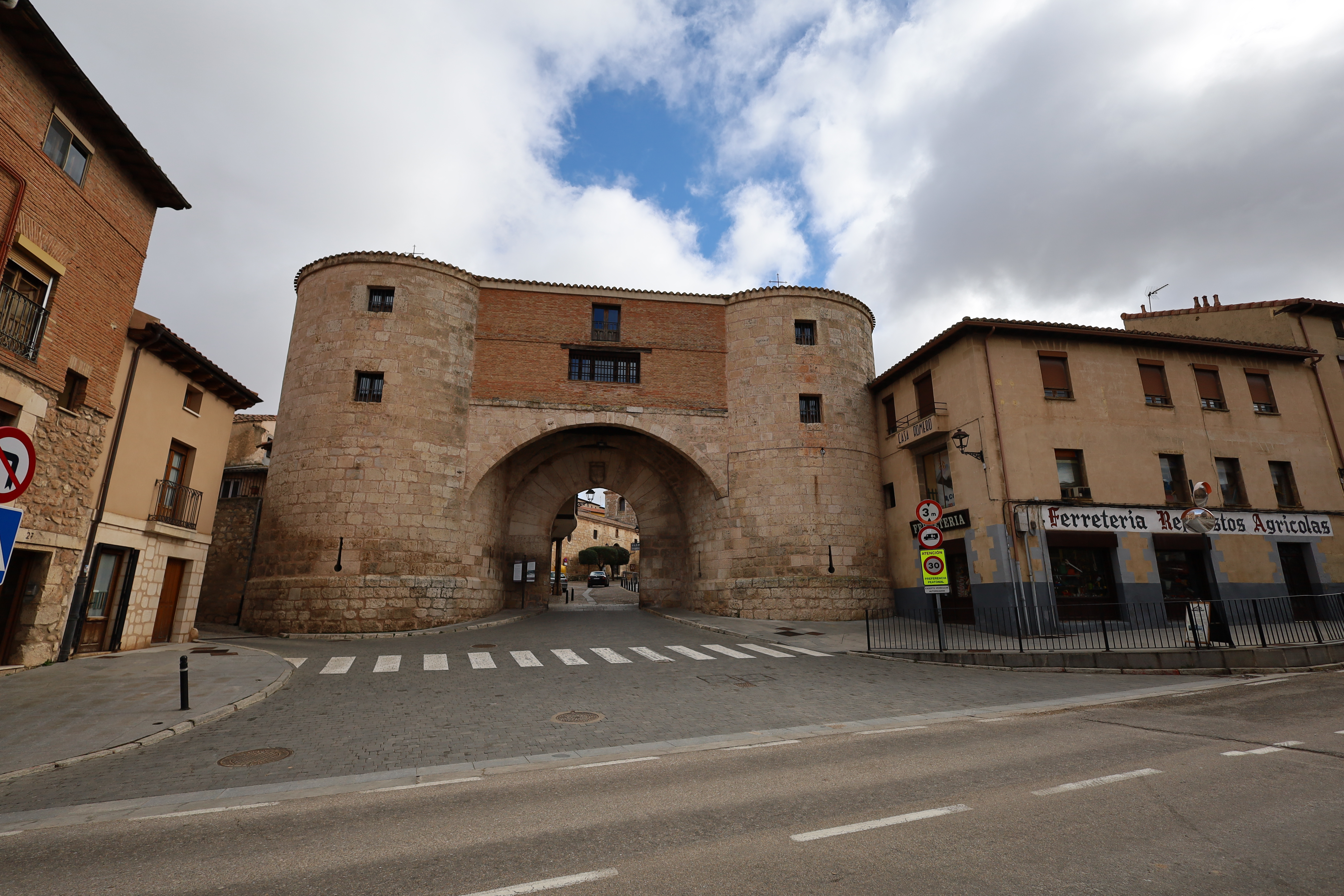
Entrada principal a la villa, a través de la antigua cárcel

También llamado el arco de la Cárcel. De las cuatro entradas que tenía la villa, es la única puerta de muralla medieval que se conserva. A través de ella se entra al casco histórico, estando situada en el extremo oeste del municipio, paralela a la carretera de Madrid.
El arco se encuentra flanqueado por dos torreones cilíndricos con saeteras. Aunque edificado en piedra, posee en la parte superior un añadido de ladrillo, fruto de una ampliación realizada en 1610 con el objetivo de convertirlo en cárcel, de ahí su nombre.
En la actualidad, el edificio es la sede de la Denominación de Origen Arlanza.
Colegiata de San Pedro
Diseñada en 1613 por el importante arquitecto fray Alberto de la Madre de Dios, se consagró en 1617 con grandes festejos para la Corte y los nobles, que duraron 13 días. El duque consiguió que esta abadía dependiera directamente de Roma. Tiene tres naves en girola, pero carece de crucero. El retablo es barroco con seis imágenes del escultor Juan de Ávila. Se conserva una valiosa estatua sepulcral arrodillada del Arzobispo Cristóbal de Rojas, en bronce dorado, obra de Juan de Arfe. Hay dos órganos de 1615 y 1616 de los más antiguos de la península en los que se dan conciertos barrocos.

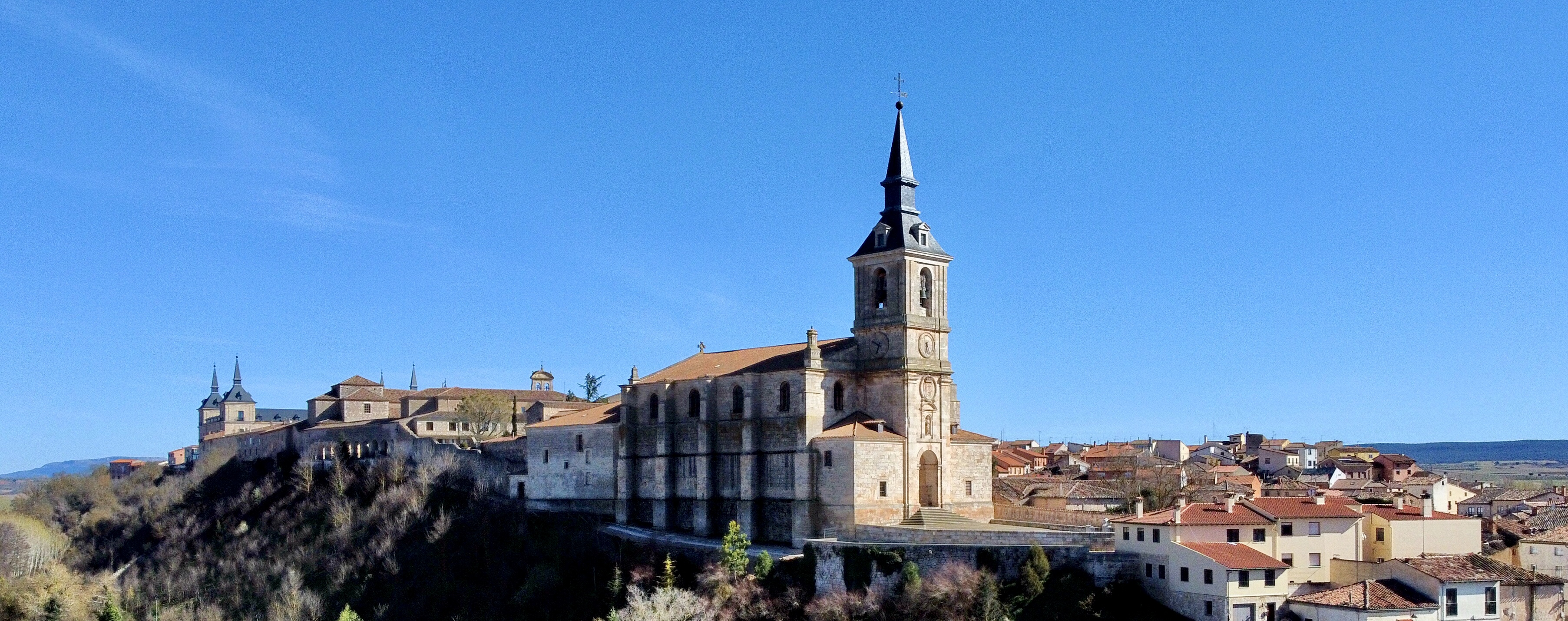
Vista aérea de la colegiata de San Pedro
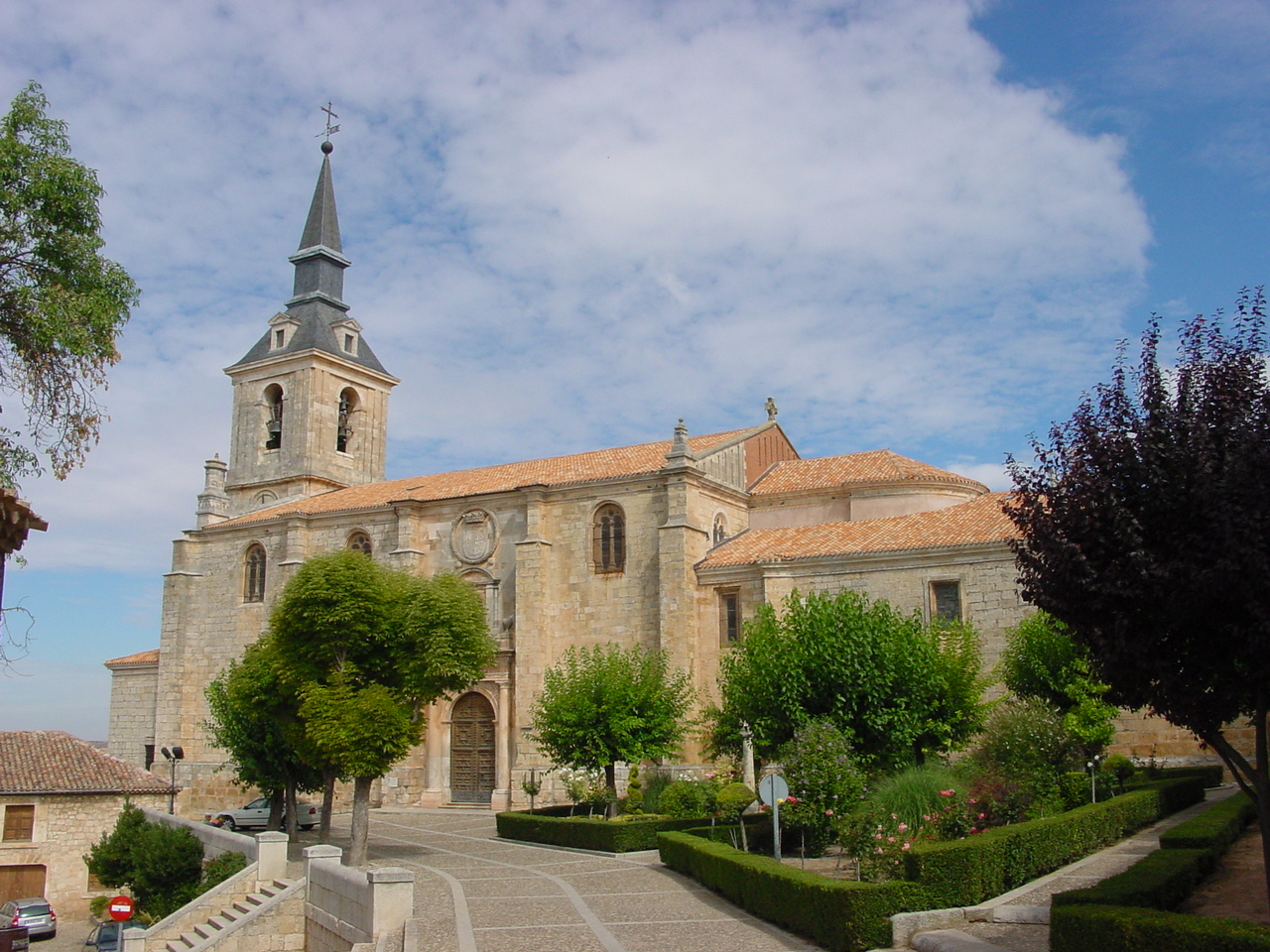
Colegiata de San Pedro
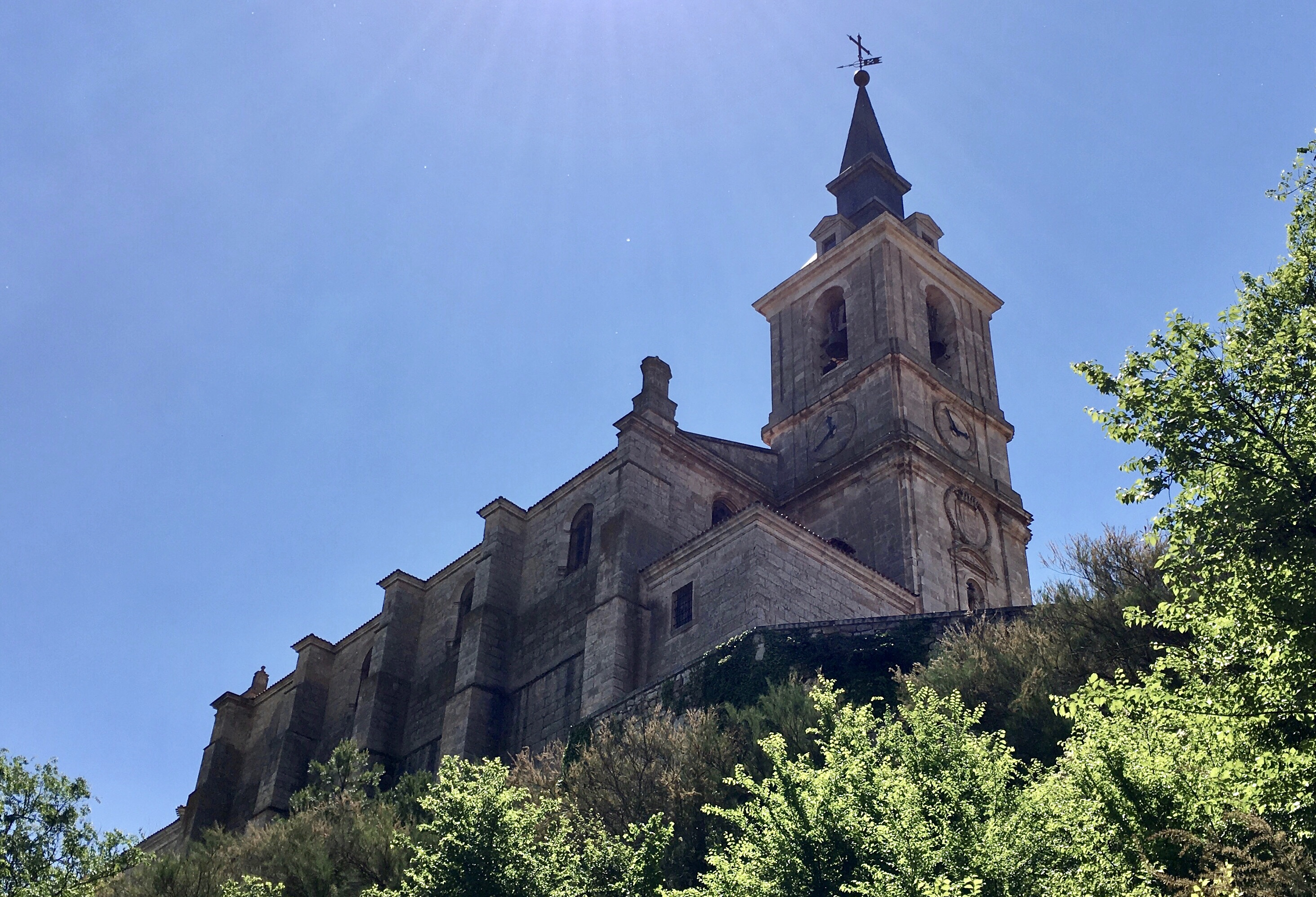
Colegiata de San Pedro

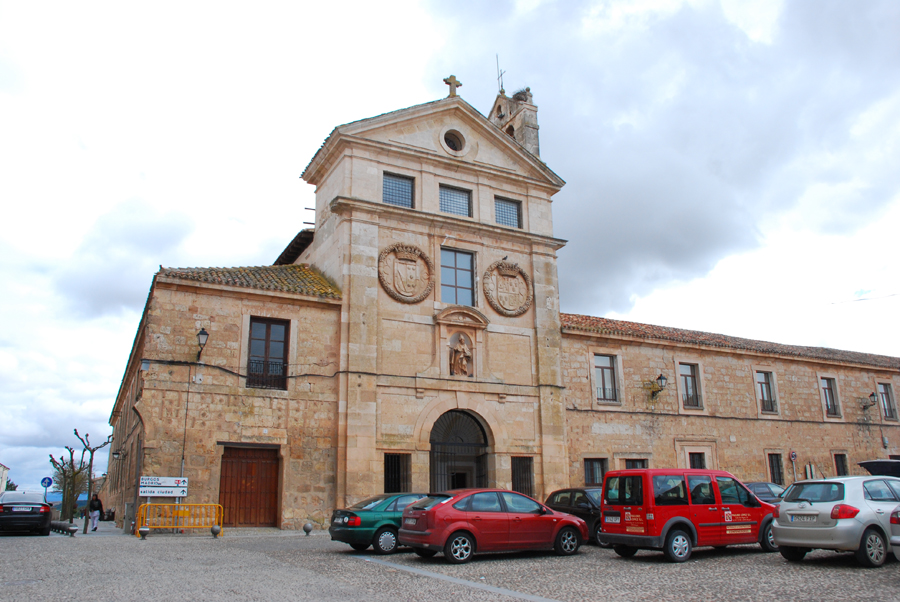
Convento de San Blas
Situado en una plaza anexa a la plaza ducal, llamada de San Blas. Diseñado en 1613 por fray Alberto de la Madre de Dios, comenzó a construirse en 1613 para albergar a las monjas dominicas. Del mismo arquitecto que el Palacio Ducal, hasta el siglo XIX estuvo unido a este por un pasadizo volado de tres arcos. Pueden verse aún los arranques de los arcos. Hoy lo habitan Hermanas Dominicas que realizan cerámica.

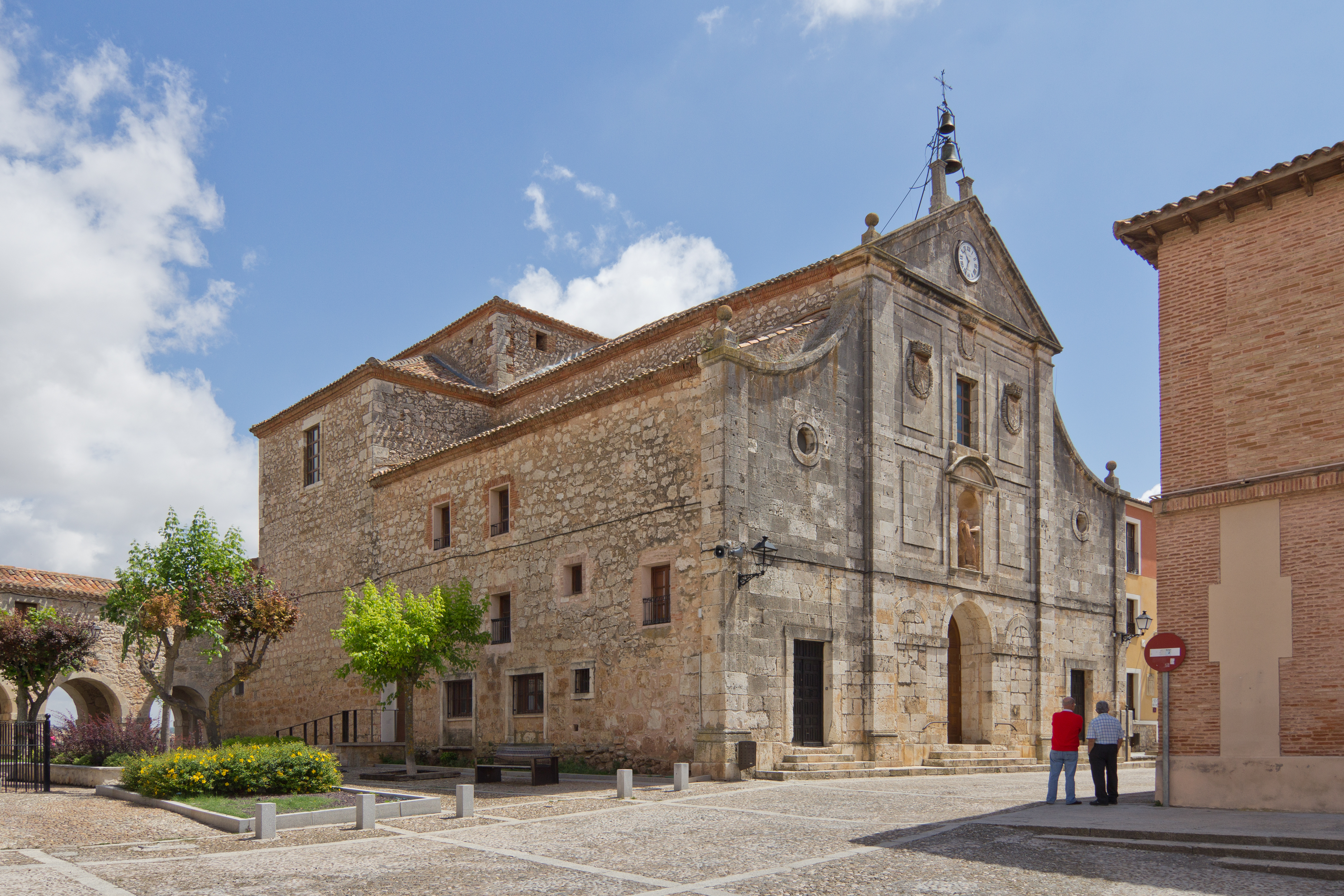
Convento de Santa Teresa
Situado en la calle de la Audiencia, que sale de la plaza ducal. Desde su construcción en 1617 hasta el siglo XIX estuvo ocupado por frailes carmelitas. Fue diseñado por el arquitecto fray Alberto de la Madre de Dios. Hoy parte del claustro alberga al ayuntamiento y en los bajos está la Oficina de Turismo. Desde la misma Oficina, se puede acceder a una parte del Pasadizo del Duque de Lerma, que originalmente unía el Palacio con la Colegiata.
En la plaza de Santa Clara se encuentran el Convento de la Ascensión y la Colegiata de San Pedro. En el centro de la plaza está enterrado el cura Merino, héroe de la Guerra de la Independencia contra Napoleón Bonaparte. En la misma plaza está el «Mirador de los Arcos» donde se puede admirar una fenomenal panorámica de la vega del río Arlanza.
Monasterio de la Ascensión de Nuestro Señor

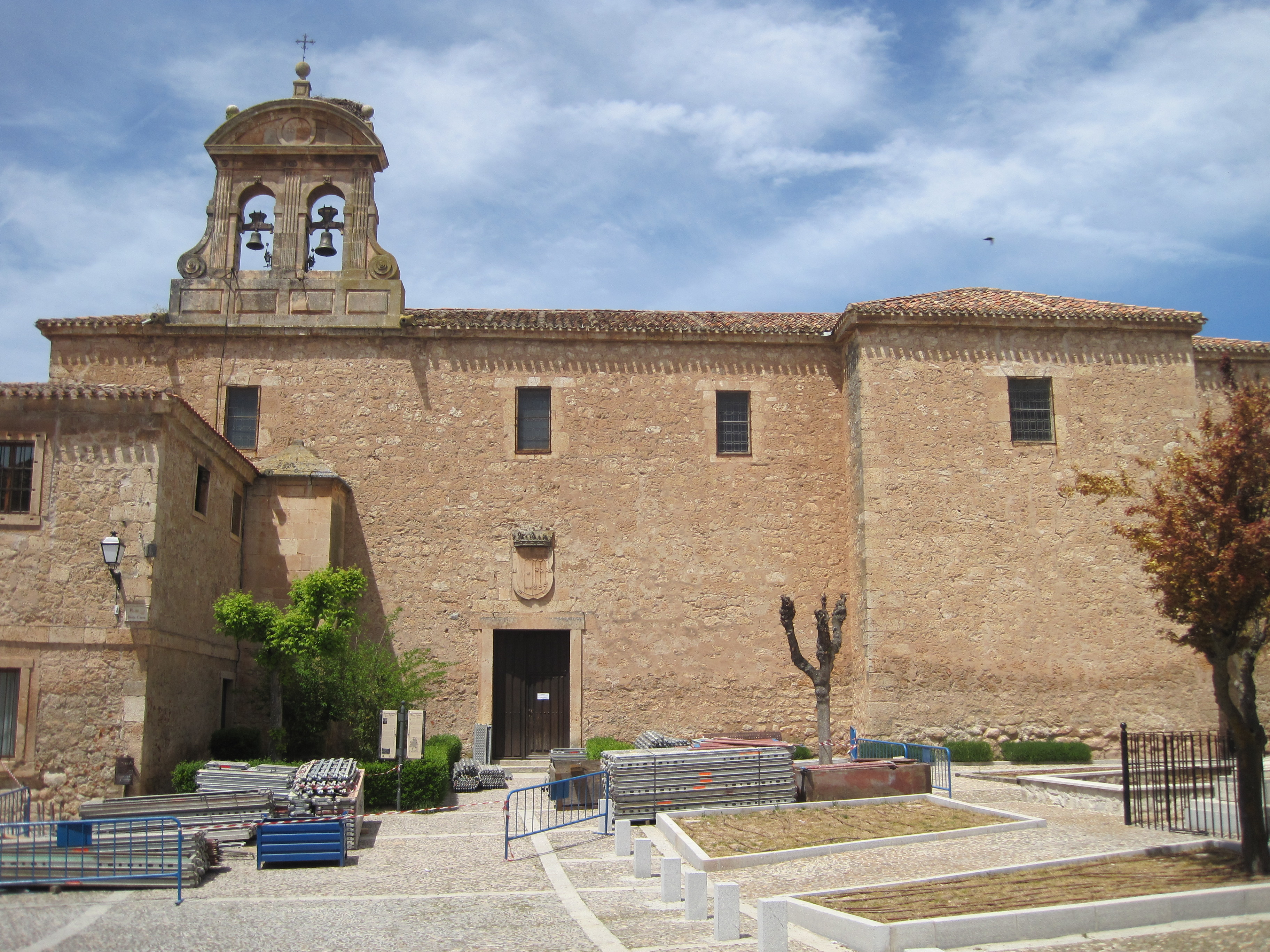
Entrada principal del convento de las Clarisas

También llamado convento de Santa Clara, habitado por franciscanas clarisas. Fue el primer convento que se construyó y su fundadora fue doña Mariana de Padilla, nuera del duque de Lerma, en el año 1604. En su iglesia fue bautizada la infanta Margarita Francisca en 1610. La fachada es austera; tiene una puerta con pilastras y blasones de los Padilla, Sandoval y Rojas. La espadaña es barroca con dos huecos y volutas. Lo habitan HH. Clarisas con sus deliciosos dulces.
San Francisco de los Reyes
Uno de los conventos situado a extramuros de la villa. Fue fundado por doña Leonor de Rojas, hermana del duque, de 1606 a 1613. La comunidad recibió espléndidos regalos del duque y del rey Felipe III. Actualmente su estado es de abandono.
Monasterio de la Madre de Dios

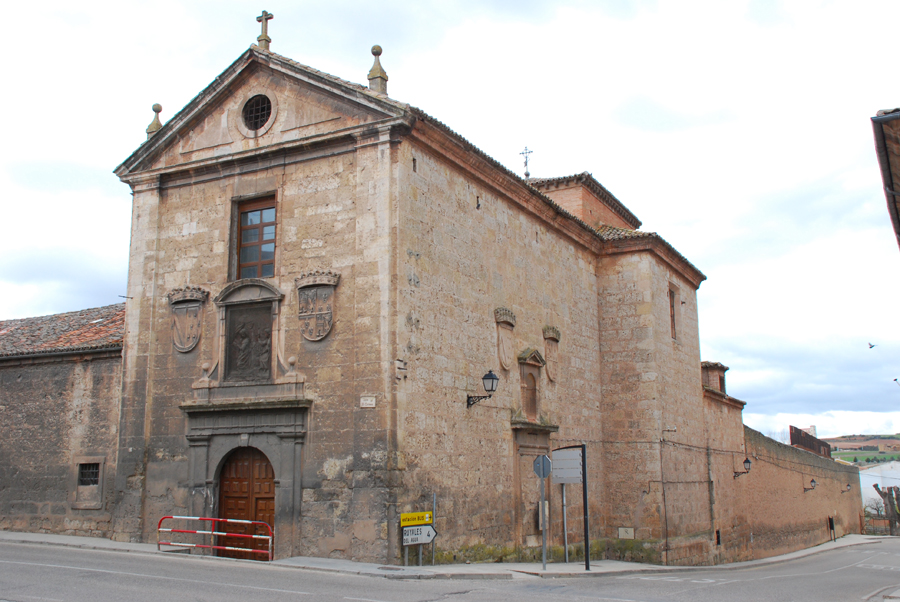
Vista externa del Monasterio de la Madre de Dios

También conocido como Convento del Carmen, de carmelitas descalzas, situado frente a la puerta de la muralla llamada Puerta de la Cárcel. Lo patrocinó el duque para su consuegra. Lo ocuparon en 1610. La fachada es sobria. Tiene una nave muy amplia con lunetos y cúpula sobre el crucero. El retablo es neoclásico con columnas de orden gigante y capiteles corintios. En el centro hay una pintura de la Anunciación.

### Gastronomía
Es destacable la repostería de este lugar, en el que es muy típica la torta de azúcar. 

## En la cultura popular
En el cine
Entre las películas rodadas en Lerma se encuentran:
- Prisioneros de guerra (1938), Manuel Augusto García Viñolas. Documental.
- El Lazarillo de Tormes (1959), César F. Ardavín. Ganadora del Oso de Oro del Festival Internacional de Cine de Berlín de 1960.
- El segundo poder (1976), José María Forqué. Protagonizada por Jon Finch, Fernando Rey y Verónica Forqué. Basada en la novela del escritor español Segundo Serrano Poncela El hombre de la cruz verde.

En la literatura
La localidad da nombre a la comedia teatral La burgalesa de Lerma (1613), de Lope de Vega. La obra tiene un origen real: las fiestas cortesanas que el monarca Felipe III ofrecía en la Villa Ducal por influencia de su valido Francisco de Sandoval y Rojas, y más concretamente de unas que se prolongaron durante días. Según los cronistas de la época, en otoño de 1613 la comitiva real y media corte salió de Madrid y fue deteniéndose en lugares como Segovia o La Ventosilla hasta recalar en Lerma. Acompañando a los cortesanos se hallaba Lope de Vega, testigo de excepción de aquellos fastos que incluyeron representaciones teatrales, bailes, torneos con juegos de cañas, toros.